# Harry James

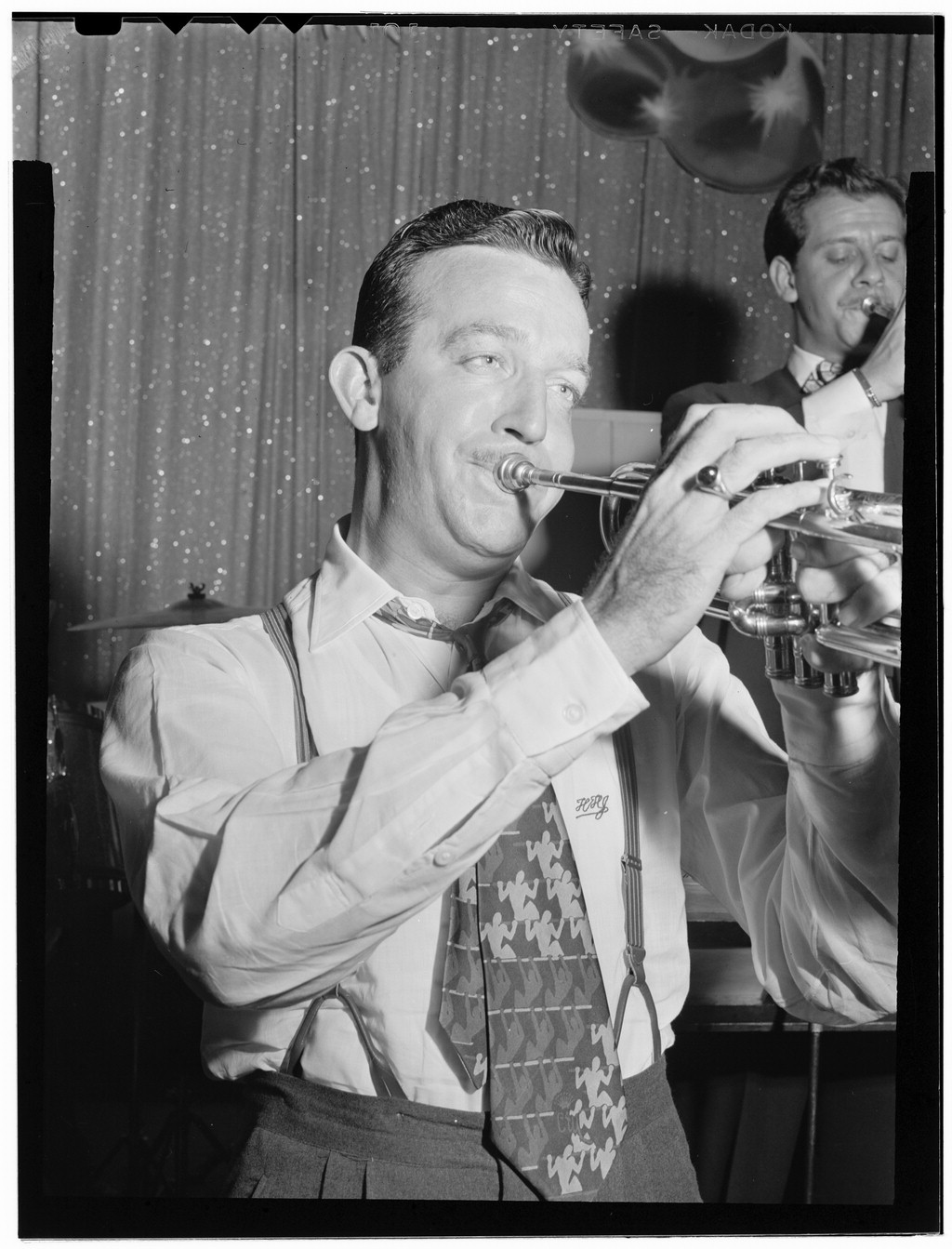
Harry James in New York, circa 1947 (foto: William Gottlieb)

Henry Haag (Harry) James (Albany, 15 maart 1916 – Las Vegas, 5 juli 1983) was een Amerikaanse trompettist, bigband-leider en filmacteur, die vooral succes had in de jaren dertig en veertig. Hij wordt gezien als de ontdekker van zanger Frank Sinatra.

## Beginjaren
James was de zoon van een trompettist en bandleider, en een acrobate en amazone die werkten in een reizend circus. Zelf werke hij hier toen hij vier was als een slangemens. Zijn vader gaf hem vanaf zijn tiende trompetles. Hij ging naar school in Beaumont, won een trompetwedstrijd en ging daarna spelen in lokale dansgroepen. Hij speelde regelmatig in het orkest van Herman Waldman, waar hij werd opgemerkt door de nationaal bekende bandleider Ben Pollack. James werd in 1935 lid van diens orkest en maakte daarmee zijn eerste plaatopnames, in september 1936. Kort daarop sloot hij zich aan bij de band van Benny Goodman. Hij was hier een van de stersolisten, naast Ziggy Elman en werkte hier tot 1938. In zijn tijd bij Goodman nam hij al op onder eigen naam (voor Brunswick), ook speelde hij mee op opnames van Teddy Wilson (1937) en Lionel Hampton (1938).

## Bigband
In februari 1939 kwam hij met een eigen bigband die debuteerde in Benjamin Franklin Hotel in Philadelphia. De groep werd bekend als Harry James and His Music Makers. Met dit orkest speelde en toerde hij tot in de jaren tachtig. Ook nam hij hiermee platen op en tot 1953 scoorde de bandleider in Amerika meer dan zeventig hits, de eerste in 1939 ("All or Nothing at All". Het orkest speelde muziek in het grensgebied tussen jazz en dansmuziek, zoals dat in het swingtijdperk vaak voorkwam. Het orkest werd vaak aangevuld door strijkers. In de groep speelden verschillende musici van (latere) naam en faam, waaronder Ray Conniff, Willie Smith, Buddy Rich, Nick Fatool en Juan Tizol. Ook verschillende vocalisten werden bekend, zoals Dick Haymes, Helen Forrest, Kitty Kallen en Louise Tobin, met wie hij acht jaar getrouwd was (1935-1943) en twee kinderen kreeg. De beroemdste zanger die bij James zong was ongetwijfeld Frank Sinatra, die zijn carrière in 1939 bij de bandleider begon. James wilde dat Sinatra zijn naam veranderde in Frank Satin, maar de zanger weigerde. Aan het eind van dat jaar stapte Sinatra al over naar de band van Tommy Dorsey. 

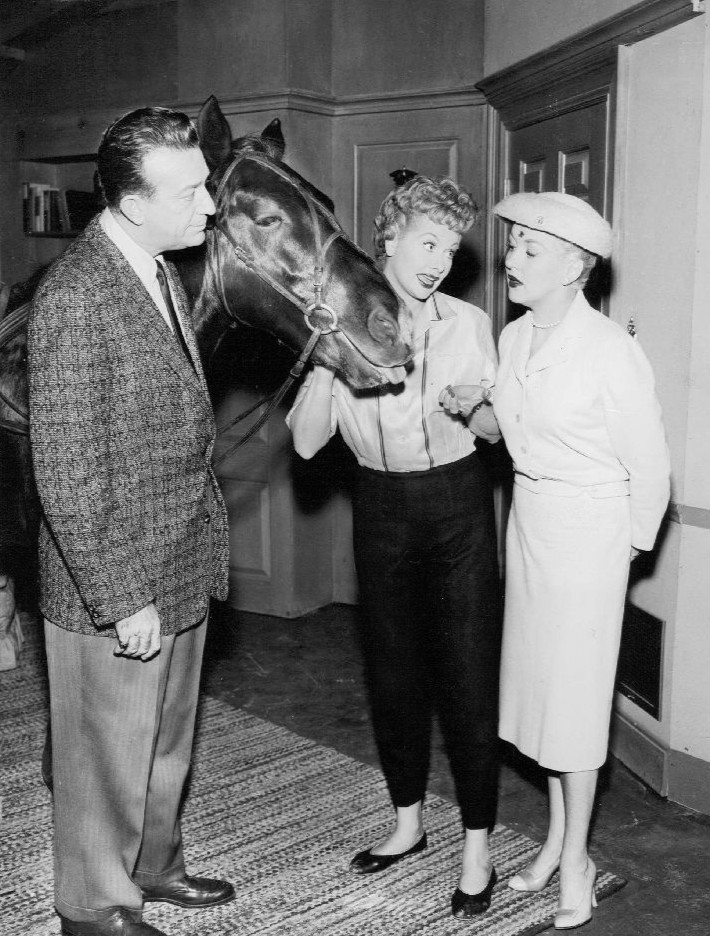
Harry James met Lucille Ball (midden) en zijn toenmalige vrouw Betty Grable, een publiciteitsfoto voor een tv-show van Ball, 1958

## Hits en films
Het succes kwam pas na een moeilijke tijd in de jaren 1939 en 1940, toen James zelfs door zijn platenmaatschappij Columbia werd gedumpt. James gooide het muzikale roer om en kwam met een zoeter geluid. Hij keerde terug naar Columbia en al snel kwamen de hits, zoals "Music Makers", "Lament to Love" en het zeer zoete "You Made Me Love You (I Didn't Want to Do It)". In 1942 scoorde hij zeven toptienhits, waarvan drie met zang van Helen Forrest. Ook in de jaren erna had hij hits, waaronder verschillende met materiaal dat hij vóór de recordingban had opgenomen, zoals een reissue van "All or Nothing at All" gezongen door Sinatra. Hij trad op voor de radio (onder andere in het programma dat hij van bandleider Glenn Miller had 'overgenomen') en speelde in hotels en theaters in New York. Tevens speelde hij in speelfilms, de eerste was "Syncopation" uit 1942. In zijn tweede film, ""Springtime in the Rockies", speelde ook Betty Grable, met wie hij in juli 1943 trouwde en twee kinderen kreeg. Na het einde van de recordingban kon James weer nieuw materiaal opnemen en in 1945 had hij zeven toptienhits.

## Na de oorlog
Na de oorlog droogden de hits op en in een periode van neergang van de bigbands doekte ook James zijn orkest op. In 1947 was hij terug met een afgeslankte band, waarmee hij meer jazz ging spelen. In de jaren erna acteerde hij in verschillende films, waaronder "The Benny Goodman Story" waarin hij zichzelf speelde. Hij speelde de soundtrack van de film "Young Man with a Horn", waarin Kirk Douglas James' trompetspel playbackte. Hij scoorde hits met Doris Day en Frank Sinatra en had in 1951 een eigen televisieshow. 
Midden jaren vijftig stapte hij over naar een ander platenlabel, Capitol Records, waarvoor hij veel albums opnam. Zijn band klonk in die tijd als die van Count Basie, de bandleider had dan ook ex Basie-arrangeurs als Neal Hefti in dienst. Met zijn band toerde hij in binnen- en buitenland (ook in Europa) en trad hij op in hotels in Las Vegas. In die stad ontmoette hij zijn derde vrouw, de showgirl Joan Boyd, met wie hij slechts kort getrouwd was (1968-1970). Toen bij James in 1983 kanker werd geconstateerd (maligne lymfoom) bleef hij doorspelen, zijn laatste concert gaf hij op 26 juni 1983, kort voor zijn overlijden. In hetzelfde jaar werd hij opgenomen in de Georgia Music Hall of Fame.
Het orkest met de naam van Harry James is nog steeds actief, het wordt geleid door de trompettist Fred Radke.

## Trivia
- Harry James was eigenaar van verschillende racepaarden, die grote wedstrijden hebben gewonnen. Hij investeerde in de Atlantic City Race Course.

## Discografie (selectie)
- Dance Parade, Columbia, 1950
- Young Man with a Horn, Columbia, 1950
- Hollywood's Best (met Rosemary Clooney), Columbia, 1952
- Radio Discs of Harry James, Joyce Records, 1953
- 1954 Broadcasts, Sunbeam Records, 1954
- Harry James at the Hollywood Palladium, Columbia, 1954
- Saturday Night Swing, Giants of Jazz, 1954
- swingin' N' Sweet, Giants of Jazz, 1954
- Harry James in Hi-Fi, Capitol, 1955
- Jazz Session, Columbia, 1955
- Harry's Choice, Capitol, 1958
- Harry, Not Jesse, Metro, 1961
- Double Dixie, MGM, 1962
- Harry James and His Western Friends, DOT Records, 1968
- Mr. Trumpet, Hindsight Records, 1972
- Eight Bar Riff: 1943-1950, Hep Records, 2007
- Ultimate Big Band Collection: Harry James, Masterworks Jazz, 2011